# Nothing but the Beat 2.0
Nothing but the Beat Ultimate è un album di David Guetta, pubblicato il 7 settembre 2012. Contiene sei tracce inedite più altre già presenti nel precedente album Nothing but the Beat.
Le tracce inedite sono: She Wolf (Falling to Pieces), Wild One Two, Just One Last Time, In My Head, Every Chance We Get We Run, Metropolis.

## Tracce
1. Titanium (feat. Sia) – 4:05
2. Turn Me On (feat. Nicki Minaj) – 3:19
3. She Wolf (Falling to Pieces) (feat. Sia) – 3:42
4. Without You (feat. Usher) – 3:28
5. I Can Only Imagine (feat. Chris Brown & Lil Wayne) – 3:29
6. Play Hard (feat. Ne-Yo & Akon) – 3:21
7. Wild One Two (Jack Back feat. David Guetta, Nicky Romero & Sia) – 3:09
8. Just One Last Time (feat. Taped Rai) – 3:47
9. In My Head (David Guetta & Daddy's Groove feat. Nervo) – 3:51
10. Where Them Girls At (feat. Nicki Minaj & Flo Rida) – 3:14
11. Little Bad Girl (feat. Taio Cruz & Ludacris) – 3:11
12. Sweat (Snoop Dogg & David Guetta) – 3:16
13. Crank It Up (feat. Akon) – 3:12
14. Nothing Really Matters (feat. will.i.am) – 3:39
15. Every Chance We Get We Run (Alesso & David Guetta feat. Tegan and Sara) – 4:00
16. Sunshine (Edit) (David Guetta & Avicii) – 3:52
17. Lunar (Edit) (David Guetta & Afrojack) – 3:10
18. What the F*** – 4:07
19. Metropolis (Edit) (David Guetta & Nicky Romero) – 3:10
20. The Alphabeat – 4:29
21. Toy Story – 3:45

Durata totale: 75:16

## Classifiche
| Classifica (2022) | Posizione massima |
| ----------------- | ----------------- |
| Svizzera          | 100               |